# Пашковское сельское поселение (Кемеровская область)
Пашковское се́льское поселе́ние — упразднённое муниципальное образование в Яшкинском районе Кемеровской области Российской Федерации.
Административный центр — село Пашково.

## История
Статус и границы сельского поселения установлены Законом Кемеровской области от 17 декабря 2004 года № 104-ОЗ «О статусе и границах муниципальных образований»

## Население
| 2010 | 2011  | 2012  | 2013  | 2014  | 2015  | 2016 |
| ---- | ----- | ----- | ----- | ----- | ----- | ---- |
| 1069 | ↘1068 | ↘1048 | ↘1039 | ↗1042 | ↘1013 | ↘980 |
| 2017 | 2018  | 2019  |       |       |       |      |
| ↘964 | ↘932  | ↘930  |       |       |       |      |

## Состав сельского поселения
| № | Населённый пункт | Тип населённого пункта       | Население |
| - | ---------------- | ---------------------------- | --------- |
| 1 | Косогорово       | село                         | 8         |
| 2 | Мелково          | деревня                      | 61        |
| 3 | Пашково          | село, административный центр | 907       |
| 4 | Северная         | деревня                      | 93        |